# Sober
Pour les articles homonymes, voir Sober (homonymie).
Sober est une famille de vers informatiques qui a été découverte le 24 octobre 2003. Comme beaucoup de vers, Sober s'envoie lui-même comme une pièce jointe à un courrier électronique.
Les vers Sober doivent être décompressés et exécutés par un utilisateur. Lors de son exécution, Sober se copie lui-même dans un des nombreux fichiers systèmes de Windows. Puis il ajoute les clés appropriés dans la base de registre.
Sober est écrit en Visual Basic et ne s'exécute donc que sur une plate-forme Windows (de Windows 95 à Windows 2003).

## Variantes connues
- Sober.L
- Sober.T
- Sober.X

### Aliases
- CME-681
- WORM_SOBER.AG
- W32/Sober-{X-Z}
- Win32.Sober.W
- Sober.Y (pas une variante, mais un autre nom pour Sober.X, souvent utilisé par F-Secure)
- S32/Sober@MMIM681
- W32/Sober.AA@mm